# غوراب سفلي (مقاطعة دهلران)
غوراب سفلي (بالفارسية: گوراب سفلی) هي مستوطنة تقع في قسم سيد ناصرالدين الريفي (مقاطعة دهلران) في إيران. يقدر عدد سكانها بـ 332 نسمة .